# Llista de Creus de Sant Jordi/1983
 Persones 
Informació actualitzada per un bot. Els canvis manuals es perdran quan s'actualitzi!
| Persona                                | Wikidata  | Descripció                                                                    | Ocupació                                                                                 | Imatge |
| -------------------------------------- | --------- | ----------------------------------------------------------------------------- | ---------------------------------------------------------------------------------------- | ------ |
| Josep Guinovart i Bertran              | Q358061   | artista català                                                                | pintor dibuixant gravador                                                                |        |
| Xavier Montsalvatge i Bassols          | Q535320   | compositor català                                                             | compositor crític musical crític d'art                                                   |        |
| Núria Espert i Romero                  | Q543603   | actriu i directora de teatre                                                  | actor director de teatre director de cinema realitzador                                  |        |
| Tete Montoliu                          | Q727862   | pianista i músic de jazz català                                               | músic de jazz pianista artista d'estudi                                                  |        |
| Charlie Rivel                          | Q737012   | pallasso i empresari circenc català                                           | pallasso artista de circ trapezista mim actor de cinema humorista                        |        |
| Carlos Barral i Agesta                 | Q1042738  | poeta, editor i polític (1928-1989)                                           | poeta polític escriptor editor empresari                                                 |        |
| José María Valverde Pacheco            | Q1116470  | filòsof espanyol                                                              | poeta escriptor traductor filòsof crític literari professor d'universitat                |        |
| Pau Riera i Sala                       | Q2192575  | empresari català                                                              | empresari mecenes                                                                        |        |
| Josep Maria Castellet i Díaz de Cossío | Q2367411  | escriptor, crític literari i editor català                                    | poeta editor crític literari escriptor empresari crític d'art                            |        |
| Albert Ràfols-Casamada                 | Q2607849  | poeta i artista català                                                        | pintor poeta escriptor                                                                   |        |
| Pere Verdaguer i Juanola               | Q2724348  | Escriptor i dialectòleg català                                                | professor universitari a França escriptor traductor                                      |        |
| Fernando Lázaro Carreter               | Q2755472  | filòleg espanyol, periodista, lingüista i membre de la Real Academia Española | lingüista periodista professor d'universitat escriptor crític literari filòleg romanista |        |
| Miquel Martí i Pol                     | Q2915938  | poeta català                                                                  | traductor escriptor poeta                                                                |        |
| Eliseu Climent i Corberà               | Q3051134  | editor i activista cultural valencià                                          | editor polític activista cultural                                                        |        |
| Josep Maria Espinàs i Massip           | Q3133221  | escriptor i periodista català                                                 | periodista escriptor empresari jurista advocat editor poeta                              |        |
| José Manuel Blecua Teixeiro            | Q3186408  | filòleg, catedràtic de literatura espanyola                                   | lingüista escriptor professor d'universitat crític literari filòleg romanista            |        |
| Antoni Vila i Arrufat                  | Q4776215  | pintor català                                                                 | pintor col·leccionista d'art                                                             |        |
| Joan-Josep Tharrats i Vidal            | Q4892330  | artista català                                                                | pintor                                                                                   |        |
| Joan Gili i Serra                      | Q4892655  |                                                                               | antiquari empresari editor traductor                                                     |        |
| Jordi Sarsanedas i Vives               | Q4895096  | poeta, prosista i activista cultural català                                   | escriptor activista cultural poeta                                                       |        |
| Josep Iglésies i Fort                  | Q5940459  | geògraf, historiador i escriptor català                                       | historiador geògraf escriptor                                                            |        |
| Ignasi de Gispert i Jordà              | Q9007876  |                                                                               | jurista advocat polític                                                                  |        |
| Miquel Dolç Dolç                       | Q9033477  | poeta mallorquí                                                               | poeta traductor crític literari                                                          |        |
| Rosa Sabater i Parera                  | Q9070712  | pianista catalana                                                             | pianista                                                                                 |        |
| Raimon Galí i Herrera                  | Q11701889 |                                                                               | antropòleg escriptor                                                                     |        |
| Joan Magriñà i Sanromà                 | Q11927795 | ballarí i coreògraf català                                                    | coreògraf ballarí                                                                        |        |
| Joan Mas i Cantí                       | Q11927833 | empresari català                                                              | economista                                                                               |        |
| Josep Llovet i Mont-ros                | Q11928629 |                                                                               | economista                                                                               |        |
| Josep Maria Puig i Salellas            | Q11928739 | notari català                                                                 | jurista                                                                                  |        |
| Josep Melià Pericàs                    | Q11928801 | advocat, polític i escriptor mallorquí                                        | advocat polític escriptor                                                                |        |
| Josep Miracle i Montserrat             | Q11928814 | escriptor, biògraf i lingüista català                                         | escriptor lingüista poeta                                                                |        |
| Josep Porter i Rovira                  | Q11928867 | empresari, llibreter, bibliògraf, bibliòfil i escriptor català                | empresari editor escriptor llibreter bibliògraf bibliòfil                                |        |
| Manuel Ibáñez i Escofet                | Q11934960 | periodista català                                                             | periodista escriptor                                                                     |        |
| Melcior Colet i Torrabadella           | Q11936391 |                                                                               | metge ginecòleg                                                                          |        |
| Montserrat Martí i Bas                 | Q11937529 |                                                                               | bibliotecari escriptor                                                                   |        |
| Paquita Ferràndiz                      | Q11940100 | actriu catalana                                                               | actor actor de doblatge                                                                  |        |
| Pau Garsaball i Torrents               | Q11940553 | actor català                                                                  | actor                                                                                    |        |
| Pere Ribot i Sunyer                    | Q11941041 | poeta i sacerdot català                                                       | poeta escriptor                                                                          |        |
| Ramon Masnou i Boixeda                 | Q11944619 | eclesiàstic i bisbe català                                                    | sacerdot catòlic bisbe catòlic                                                           |        |
| José-Antonio Novais Tomé               | Q12390963 | periodista espanyol                                                           | periodista                                                                               |        |
| Pere Calafell i Gibert                 | Q16182725 | metge pediatre català                                                         | metge pediatre                                                                           |        |
| Francesc Candel Tortajada              | Q16513764 | escriptor i periodista català (1925-2007)                                     | novel·lista periodista actor polític                                                     |        |
| Ramon Fabregat i Arrufat               | Q16942128 |                                                                               | escriptor assagista                                                                      |        |
| Josep Pujol i Ripoll                   | Q16999653 | pintor català                                                                 | pintor                                                                                   |        |
| Miquel Guinart i Castellà              | Q17300811 | polític i periodista català                                                   | polític                                                                                  |        |
| Josep Maria Vilaseca i Marcet          | Q19257699 | advocat, empresari i mecenes català                                           | jurista advocat professor d'universitat empresari escriptor mecenes                      |        |
| Leandre Cristòfol i Peralba            | Q21936861 | artista català                                                                | escultor ebenista pintor professor de dibuix                                             |        |

 Entitats 
Informació actualitzada per un bot. Els canvis manuals es perdran quan s'actualitzi!
| Entitat                                              | Wikidata  | Descripció                                                       | Imatge |
| ---------------------------------------------------- | --------- | ---------------------------------------------------------------- | ------ |
| Centre de Lectura de Reus                            | Q212595   | biblioteca i entitat cultural a Reus                             |        |
| monestir de Montserrat                               | Q771935   | monestir benedictí situat a la muntanya de Montserrat            |        |
| Centre Excursionista de Catalunya                    | Q3753211  | entitat excursionista, científica, literària i cultural catalana |        |
| Acadèmia de Ciències Mèdiques de Catalunya i Balears | Q11904055 | institució mèdica cultural independent                           |        |
| Escola Pia de Catalunya                              | Q11919756 | demarcació territorial de l'ordre de l'Escola Pia                |        |
| Unió Excursionista de Catalunya Agrupació Esportiva  | Q11954040 |                                                                  |        |